# 聖靈之心

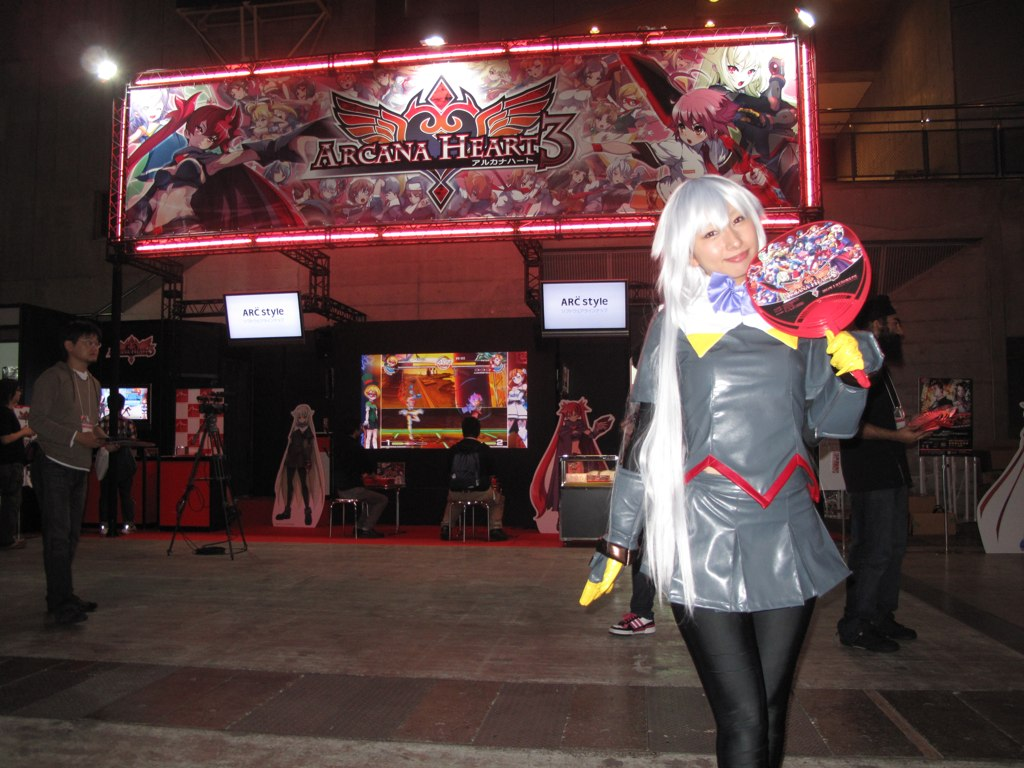
TGS台北國際電玩展的聖靈之心展位。

《聖靈之心》（アルカナハート／ARCANA HEART）是一款悠紀Enterprise所發行販售的二維式對戰格鬥遊戲。在第一作發售街機之後，悠紀Enterprise將此遊戲的一切相關著作權讓渡給與此遊戲相關的製作小組，而此製作小組也以EXAMU之名正式獨立成為電子遊戲的製作公司。之後EXAMU也陸續發行《聖靈之心》系列的相關作品。

## 遊戲特色
此作品是由曾經製作過侍魂：天下第一劍客傳的製作團隊所編寫的原創格鬥遊戲，遊戲內容中的全部人物是以少女為主，是自鬥姬傳承以來，第二款玩家使用角色全為女性的街機格鬥遊戲。
由於人物設計偏重於日式美少女遊戲的風格，同時也十分強調人物在裝扮上的特徵，所以有時會被一般玩家戲稱為美少女動漫御宅族專用的電玩軟體，但是因為本身擁有高完成度的繁複操作規則、可以視戰術而定並且自由搭配的個人對戰風格、細緻的點陣圖動畫等…，因此逐漸被喜好鑽研格鬥遊戲的客群意識到其自成一格的遊戲氛圍。
此外，對戰時的舞台顯得特別寬廣，所以可以允許玩家使用中的角色出現類似飛行般的動作或者是突然將對手擊至空中。

## 系列作品

### 街機
アルカナハート（NEXUS 3D-BOARD；2006年12月22日）
アルカナハートFULL!（NEXUS 3D-BOARD；2007年4月6日）
アルカナハート2（ex-BOARD；2008年3月21日）
アルカナハート2 Ver2.1（ex-BOARD；2008年4月28日）
すっごい！アルカナハート2 〜転校生 あかねとなずな〜（ex-BOARD；2008年10月30日）
すっごい！アルカナハート2 〜転校生 あかねとなずな〜 Ver2.6（ex-BOARD；2009年2月27日）
アルカナハート3（ex-BOARD；2009年12月22日）
アルカナハート3 LOVE MAX!!!!! （Taito Type X2；對應NESiCAxLive網路服務；2013年5月8日）
アルカナハート3 LOVE MAX SIX STARS!!!!!!（Taito Type X2；對應NESiCAxLive網路服務；2014年12月4日）

### 家用移植
アルカナハート（PlayStaion2；2007年10月11日）
Arcana Heart（PlayStaion2；2008年4月10日；美版）
すっごい！アルカナハート2 〜転校生 あかねとなずな〜（PlayStaion2；2009年4月9日）
アルカナハート3（Xbox360/PlayStaion3；2011年1月13日）
アルカナハート3 LOVE MAX!!!!!（PlayStaion3/PlayStaion Vita；2014年5月29日）

## 故事大綱
《アルカナハート》
在這個世界中，只有擁有純真心靈的聖女，才能感受到聖靈的存在並且能與其互相溝通──這不是拯救世界、維護和平的英雄傳奇，而是少女們為了世界，發揮了小小的愛與少許勇氣的故事。
負責察知一切與聖靈有關的變化，甚至可說是世界上所有聖靈廳的領導中心──英國聖靈廳，雖然預測了東京上空將會出現大規模的異變，然而它們卻選擇了保持沉默並且不將此事公諸於世。關東地區也將因此在八天後發生無法收拾的巨大災難。這時，發現如此異常現象的都立御苑女學園的學生們開始展開了行動……
《アルカナハート2》
在經歷了「東京事變」的一個月後，人們回復了以往平靜的生活。但是由於「東京事變」所造成的後續影響，打算根絕隱憂的日本聖靈廳和御苑女學園的聖女們，開始在關東地區內展開了次元扭曲的監測行動。同時，從世界各國聖靈廳派遣出的聖女們也即將前往日本調查相關事件。
《アルカナハート3》
自「關東大事變」結束的兩個月後，於某次大戰獲得魔族的技術支援，並在歐洲發跡的地下組織──「崔斯勒機關」，再度於世界各地暗中活動。
雖然崔斯勒機關曾滲透入日本境內，但經由西歐聖靈廳破獲後，該組織基地現以西歐聖靈廳羅森堡支部之名重新整合。
不久之後，日本各地隨即發生了大規模的次元扭曲現象，而這種異象與崔斯勒機關有關的傳聞亦不絕於耳。
日本全境即將因此沈沒，為了阻止災難發生，日本聖靈廳及御苑女學園的部分聖女們挺身而出；同時，羅森堡支部的聖女們也隨之加入了行動，而其中有一位因崔斯勒機關將聖靈之力後天施予體內而成的人造聖女……。

## 遊戲系統

### 基本操作
人物的操縱和傳統的2D格鬥遊戲一樣是藉由搖桿控制器來操作，凡是移動、防禦、蹲下等…均靠8方向搖桿控制器來對應；按鍵在《アルカナハート》時一共有四顆，分別代表弱攻擊、中攻擊、強攻擊、守護聖靈（Arcana），一般會另外分別簡稱為A、B、C、D鍵。由於此作的守護聖靈按鍵除了負責聖靈必殺技的操作外，同時也負責導向行動的相關操作，所以初學者在不熟練的情形下容易出現操縱上的失誤，因此在《アルカナハート2》時更改為五顆按鍵，分別為弱攻擊、中攻擊、強攻擊、導向行動（Homing）、守護聖靈（Arcana），通常會分別簡稱為A、B、C、D、E鍵。
聖靈連續技（アルカナコンボ）
按照弱、中、強、必殺技、超必殺技的順序連續按下按鍵，若是配合好時機可以連續攻擊對方。也就是其他格鬥遊戲所謂的Chain combo。
墊步前進、墊步後退（ステップ、バックステップ）
搖桿控制器向玩家角色的右邊或左邊迅速地連續輸入兩次，可以讓自己所使用的玩家角色短距離快速移動及後退。
跳躍（ジャンプ）
搖桿控制器向上方輸入，玩家角色可以在畫面中做出跳躍的動作。
大跳躍（ハイジャンプ）
搖桿控制器迅速地向下方輸入後再往上方輸入，可以讓玩家角色跳躍的高度變大。
兩段跳躍（2段ジャンプ）
跳躍的操作中，再一次用搖桿控制器往上方輸入，玩家角色在空中能夠再度跳躍一次，在一次的跳躍當中只能輸入一次這種操作。
空中衝刺（空中ダッシュ）
在跳躍的狀態下，搖桿控制器向玩家角色的右邊或左邊迅速地連續輸入兩次，玩家角色可以在空中向右邊或左邊短距離快速移動，在一次的跳躍當中只能輸入一次這種操作。
摔擲（投げ）
同時按下A和D鍵，可以在近距離使用出無法防禦的摔擲攻擊，其中分成不輸入搖桿控制器時按下A和D鍵、輸入搖桿控制器時按下A和D鍵和跳躍時按下A和D鍵，視人物的不同，可以讓成功輸入摔擲的玩家出現各種有利的情況。
解開摔擲（投げ抜け）
玩家角色在即將被摔擲出去的瞬間，同時按下A和D鍵，可以掙脫摔擲。
擊飛（ふっとばし）
搖桿控制器向前方輸入，並且同時按下C鍵，能夠將對手擊飛至畫面邊緣；輸入時C鍵押住不放，可以產生屬性效果，視玩家所選擇的守護聖靈會有各種的特殊效能；在《アルカナハート2》時，輸入方式變更為在站立時按下E鍵。
打上空中（打ち上げ）
搖桿控制器向前斜下輸入，並且同時按下C鍵，能夠將對手擊飛至畫面上方；輸入時C鍵押住不放，可以產生屬性效果，視玩家所選擇的守護聖靈會有各種的特殊效能；在《アルカナハート2》時，輸入方式變更為在蹲下時按下E鍵。
互相抵消（相殺）
雙方玩家同時攻擊到對方時，不會產生損傷，雙方在此狀態下不會出現任何有利的情形，但是如果其中一位玩家能把握好這一瞬間，就能馬上使用連續技或各類操作，並且使自己產生有利的情況。
空中重整（空中復帰）
在空中受到傷害並且開始掉落時，按下任一攻擊鍵，可以脫離被繼續攻擊的態勢。

### 威力計量表（Power gauge／パワーゲージ ）
在玩家角色的畫面下方，有一條計量表，隨著玩家角色的各種動作，最多可以將計量表逐漸儲存到九條，依據各種操作系統來消費計量表，能夠使出比通常攻擊還要有殺傷力的攻擊。
超必殺技
消費威力計量表一條，可以使用比一般必殺技威力還強大的攻擊。
重擊之心（critical heart/クリティカルハート）
消費威力計量表三條，可以使用比超必殺技威力還強大的攻擊；這是在《アルカナハート2》時加入的系統。

### 導向行動（Homing action／ホーミングアクション）
威力計量表的正上方，有一條導向計量表（Homing gauge），總共分成三格，每按一次D鍵會消耗一格，而消耗掉的計量表會隨時間慢慢補充。
導向移動（ホーミング移動）
不輸入搖桿控制器並按住D鍵不放時，玩家角色會以對方角色為目標終點飛行，這種飛行般的操縱是此作的最大特色，亦是同種類遊戲還未出現過的操作方式，不論對方角色位於畫面中的哪個位置，玩家透過導向移動可以迅速追擊，即使是位於畫面的最上方，玩家也能像是飛行一般地自動追蹤對手的位置。
導向取消（ホーミングキャンセル）
在攻擊到對方時，輸入搖桿控制器任一方向並且按下D鍵，玩家角色可以毫無破綻的進行下一個動作，這樣可以用來繼續延伸一般連續技的攻擊次數，或是當場消除攻擊後的破綻。
前衝（ダッシュ）
玩家角色在地面上時，搖桿控制器往前方輸入並且同時按下D鍵，可以進行奔跑的動作。
防禦取消（ガードキャンセル）
在防禦對方攻擊時，搖桿控制器往前方或後方輸入並且同時按下D鍵即可；依照輸入前方及後方的不同，防禦取消會出現兩種功能：往前方輸入搖桿控制器時玩家角色會短距離向前方移動並且瞬間擁有類似防護罩的保護，此狀態下不論何種攻擊都不會受到傷害，而且受到攻擊時必定會成為互相抵消的情況。而搖桿控制器往後方輸入時，玩家角色會往後方做出小幅度的跳躍並呈現出一瞬間的「無敵狀態」。
倒地迴避（ダウン回避）
玩家角色被擊倒在地上或是被擊飛至畫面邊緣時，只要按下D鍵就可以避免被繼續攻擊。

### 守護聖靈系統（Arcana system／アルカナシステム ）
在選擇好玩家角色後，會進入選擇守護聖靈的畫面，玩家這時可以選擇自己慣用的守護聖靈；每個守護聖靈均有自己獨有的優點，依照戰術上的配合，可以彌補部份人物先天上的不足，或是進一步地強化人物的優點等等…。
屬性攻擊
在前述的擊飛和打上空中裡，按照守護聖靈的不同而會出現各種附加效果，如：火之守護聖靈會使其成為不可防禦的攻擊、時之守護聖靈可以當場設置如同陷阱的分身。在《アルカナハート》時，有一部份守護聖靈沒有附加屬性效果，不過自《アルカナハート2》後，每一個守護聖靈均有附加屬性效果。
聖靈必殺技（アルカナ必殺技）
每個守護聖靈都有預設自己必殺技，依照玩家的選擇，可以讓沒有隔空攻擊的玩家角色變得可以使用隔空攻擊，或者是更加延伸連續技的打擊次數。
聖靈超必殺技（アルカナ超必殺技）
顧名思義，此為每個守護聖靈預設的超必殺技，和前述的超必殺技一樣，每使用一次就會消耗一條威力計量表。
聖靈之力（アルカナフォース）
不論何時，在A、B、C鍵同時按下時，會進入開放聖靈之力的畫面，此時玩家角色完全不會受到攻擊，而開放的演出結束後，導向計量表會完全恢復，玩家角色也會出現各種不同的能力，如：愛之守護聖靈可以無視威力計量表的限制，能盡情施展聖靈超必殺技、樹之守護聖靈則是當場恢復若干體力，聖靈之力開放完成後，威力計量表會不斷下降直到歸零為止，此時聖靈之力的效果也會消失；另外，聖靈之力的限制是每一回合只能使用一次。
聖靈吐息（アルカナブレイズ）
開放聖靈之力成功後，輸入特定指令可以召喚守護聖靈直接攻擊對方，召喚結束後威力計量表會立刻歸零。
聖靈衝擊（アルカナブラスト ）
C、E鍵同時按下，消費威力計量表一條，可以將對方從自己身邊彈飛出去，演出結束後會依照守護聖靈的種類，而出現與開放聖靈之力時截然不同的特殊效果；這是在《アルカナハート2》時加入的系統。
聖靈導向行動（アルカナホーミング）
特定的聖靈必殺技在使用時，搖桿控制器往任意方向輸入並且同時按下D鍵，此時聖靈必殺技的效果仍會在畫面上進行，而玩家角色可以另外組織下一波攻勢；這是在《アルカナハート2》時加入的系統。

## 人物簡介

### 自《アルカナハート》後登場
愛乃心（あいの はぁと／Aino Heart）
（CV：高橋美佳子）
守護聖靈：愛之聖靈─帕提妮亞絲（Partinias）
本遊戲的主角，頭上翹起一撮愛心形狀的頭髮，個性開朗，認為心中只要有愛就沒有辦不到的事；有幫朋友起暱稱的奇怪習慣。在月刊アルカディア2007年度的最佳角色投票中，被讀者票選為第一名。
廿樂冴姬（つづら さき／Tsuzura Saki）
（CV：志村由美）
守護聖靈：雷之聖靈─凡麗（Bhanri）
愛乃心從小就熟識的摯友，性格拘謹，但是跟愛乃心相處時，偶爾會說出言不由衷的話語；在英國認識的友人因為次元扭曲而失蹤；如同快打旋風的肯和龍虎之拳的羅伯特，除了是主角的摯友之外同時也擅長腳上功夫。
朱鷺宮神依（ときのみや かむい／Tokinomiya Kamui） 
（CV：平田宏美）
守護聖靈：時之聖靈─阿耨波陀（Anutpada）
束著很長的馬尾髮型，帶著日本刀的女學生，談吐之間洋溢著古人的語氣，自身的來歷也具有相當深遠的歷史。相當地喜歡絨毛娃娃。
木葉（このは／Konoha）
（CV：吉田真弓）
守護聖靈：樹之聖靈─森之萬年青（Moriomoto）
古代妖怪的後裔──小犬丸一族的忍者少女，遊戲中會穿著體育服戰鬥。本人以朱鷺宮神依的侍從自居，同時也很喜歡像小狗一樣向神依撒嬌。
春日舞織（かすが まおり／Kasuga Maori） 
（CV：土谷麻貴）
守護聖靈：土之聖靈─大土神（Ohtsuchi）
上圍豐滿的14歲巫女，個性溫婉穩重，遊戲中手持著陀螺並且和自己的親姐妺一起作戰。
美凰（メイファン／Mei-Fang）
（CV：瀧田樹里）
守護聖靈：火之聖靈─狼公（Lang-gong）
在故事模式中的全名叫做華美凰，但是官方通常直接表記為美凰。華人風格的女性，服裝也是中國風，擁有優越的上圍，是所有人物之冠，感情變化也不是很明顯，實際上是華明芳運用聖靈工學研發出來的機械少女。
莉莉卡‧菲爾福涅弗（リリカ・フェルフネロフ／Lilica Felchenerow）
（CV：仁後真耶子）
守護聖靈：風之聖靈─天佩斯達（Tempestas）
頭髪紮成雙馬尾並且穿著直排輪鞋的女生，是魔族和人類的混血兒。性格有點我行我素，喜歡捉弄別人，但其實很重視身邊的朋友。
麗潔蘿特‧艾辛巴赫（リーゼロッテ・アッヒェンバッハ／Lieselotte Achenbach）
（CV：本多陽子）
守護聖靈：闇之聖靈─基亞（Gier）
哥德蘿莉裝扮的小女生，帶著一個裝著人偶的皮箱，平時一副面無表情的樣子，言談間也非常喜歡攻訐、嘲笑對方。遊戲中會操縱人偶攻擊對手。
安栖賴子（やすずみ よりこ／Yasuzumi Yoriko） 
（CV：伊月唯）
守護聖靈：魔之聖靈─迪烏‧摩爾（Dieu mort）
帶著眼鏡並且喜愛靈異及未知生物的女孩，因為某種原因而不得不和自稱魔王的魔杖──米凱一起行動。個性消極，和愛乃心、廿樂冴姬、春日舞織、莉莉卡是同班同學，而其中的莉莉卡是安栖賴子最要好的友人。
大道寺綺羅（だいどうじ きら／Daidohji Kira） 
（CV：綱掛裕美）
守護聖靈：水之聖靈─尼普特拉（Niptra）
身穿學校制式泳裝的天才小學生，身邊帶著一個自己創造的史萊姆。因為某些理由，所以相當執著於征服世界。和華明芳、美凰、凱薩琳京橋是友人。
菲歐娜‧梅菲德（フィオナ・メイフィールド／Fiona Mayfield） 
（CV：山本麻里安）
守護聖靈：鋼之聖靈─奧雷卡科斯（Oreichalkos）
女傭裝扮並且拿著巨劍的女孩，是廿樂冴姬在英國留學時認識的友人。由於次元扭曲的現象而被捲入聖靈界，本人也因此而聖靈化。個性溫和，但是舉止有點冒失。
米爾特蕾德‧艾瓦蓉（ミルドレッド・アヴァロン／Mildred Avallone）
（CV：菊池由起子）
《アルカナハート》裡的最終頭目，是英國聖靈廳的首長，計畫利用東京上空的次元扭曲將自己以及全世界聖靈化。是遊戲中唯一沒有守護聖靈的人物，但是透過劇情發展，在聖靈化後可以使用每一個守護聖靈的必殺技。

### 自《アルカナハート２》後登場
佩特拉‧約罕娜‧拉肯威斯特（ペトラ・ヨハンナ・ラーゲルクヴィスト／Petra Johanna Lagerkvist） 
（CV：井上麻里奈）
守護聖靈：聖之聖靈─吉來爾（Zillael）
瑞士聖靈廳派遣至日本的聖女，手持用乙太為能源的兩把手槍。是一位貴族大小姐，相對於愛乃心強調用愛解決事情的莽撞個性，行動上是以「法制」為基準的理智性格。
凱薩琳京橋（キャサリン・キョウバシ／Catherine Kyohbashi） 
（CV：又吉愛）
守護聖靈：磁之聖靈─梅汀（Medein）
美國聖靈廳派遣至日本的聖女，是個打扮成兔女郎，說話有關西地方腔調的天才少女。驅動著一台自己創造的巨大機器人「泰瑞淀川」。和大道寺綺羅及華明芳是大學時期的友人。
傑妮亞‧巴諾夫（ゼニア・ヴァロフ／Zenia Valov） 
（CV：清水香里）
守護聖靈：冰之聖靈─阿爾馬西亞（Almacia）
以傭兵的身分受僱於俄國聖靈廳的聖女，手上裝備著如同打樁機的虛構武器（パイルバンカー （页面存档备份，存于），在《アルカナハート》的世界觀裡也稱之為戰杭 （页面存档备份，存于））。年齡及出生日均不詳，而且也喪失了以前的記憶；言行冷靜。
桃樂絲‧歐布萊特（ドロシー・オルブライト／Dorothy Albright）
（CV：小林優）
守護聖靈：鏡之聖靈─海利歐加巴路斯（Heliogabalus）
美國聖靈廳派遣至日本的聖女，是一位扮裝中性的少女魔術師，私下也以義賊的身分在美國當地行動。以前往日本為契機，在日本搜尋被偷走的傳家寶物。慣用的第一人稱代名詞為「ぼく」。
艾爾莎‧拉‧康堤（エルザ・ラ・コンティ／Elsa La Conti）
（CV：三宅華也）
守護聖靈：罰之聖靈─卡希瑪爾（Koshmar）
留著短髮的修女，堪稱佩特拉的左右手，以大型的十字架及各種驅魔工具當作武器。其性格十分地誠懇直率，而且非常喜歡吃紅豆麵包。
克萊麗琪‧迪‧蘭札（クラリーチェ・ディ・ランツァ／Clarice Di Lanza）
（CV：大原沙耶香）
守護聖靈：罪之聖靈─薩爾瓦奇（Sorwat'）
佩特拉的另一位得力部屬，平時臉上總是掛著笑容，看起來只是一般的修女，但其實是魔界中的知名貴族。由於種種原因，所以和艾爾莎成為同生共死的摯友。
安潔莉亞‧艾瓦蓉（アンジェリア・アヴァロン／Angelia Avallone） 
（CV：仙台惠理）
守護聖靈：光之聖靈─米爾特蕾德（Mildred）
《アルカナハート2》的最終頭目，是一個手中抓著像是布娃娃的生物、穿著單薄的小女孩，個性也是相當地幼稚、聒噪。其身份是前作的頭目──米爾特蕾德的孿生胞姊，由於數年前進入聖靈界裡，本人因此得以聖靈化。隨著「東京事變」的落幕終於和元氣大傷的米爾特蕾德再次相會……。

### 自《すっごい！アルカナハート２》後登場
犬若薺（いぬわか なずな／Inuwaka Nazuna）
（CV：橋本麻衣）
守護聖靈：花之聖靈─葦津姬（Cayatshime）
古代妖怪的後裔──犬若丸一族中的少女，因為族與族之間的糾紛，所以多少有點敵視自認為是神依之侍從的木葉。個性老實認真不擅運動，待人處事常會流於頑固，在遊戲中驅使著靈獸「はやた」和靈鳥「ふすみ」。
犬若茜（いぬわか あかね／Inuwaka Akane）
（CV：新堂真弓）
守護聖靈：音之聖靈─菲尼克思（Fenecs）
犬若薺的胞姊，格鬥方式以腳踢為中心的忍者少女，凡事都要以「看起來很帥氣」來行動，舉止也是相當地隨性。
帕拉瑟‧露西亞（パラセ・ルシア／Parace L'sia）
（CV：小野涼子）
《すっごい！アルカナハート2》追加的隱藏頭目，在遊戲中偽裝成打扮成熟的知性美女，實際上是聖靈界中的聖靈鍊金術師；自稱為「命之聖靈」，操縱著代表四大元素的四顆魔石。人物的設定似乎是以帕拉塞爾蘇斯（Paracelsus）為參考。

### 自《アルカナハート3》後登場
薇斯（ヴァイス／Weiß）
（CV：澤城美雪）
守護聖靈：劒神（Tyr）之機甲聖靈─戈特弗萊德（Gottfried）
《アルカナハート3》的新任主角，原隸屬於崔斯勒機關日本分部，為後天植入聖靈之力的人造聖女──「戰處女（ウァルキュリヤ）」。由於崔斯勒機關被佩特拉等人破獲，因此成為解放之身的薇斯已接受佩特拉的人身保護。言行舉止有濃厚的士兵氣息，所以為了讓自己表現的像一般人一樣，正努力學習著日常生活的常識。本名及來歷均不詳，「Weiß」為組織內的代號，在德語中有白色之意。
繪心（えこ／Eko）
（CV：辻步美）
守護聖靈：運之聖靈─沙利葛拉瑪（Saligrama）
蘊藏著強大聖靈力的五歲女孩，曾被當成研究對象而被崔斯勒機關軟禁，目前正接受佩特拉的人身保護。擁有可以將聖靈之力具現化，並賦予生命的能力。興趣是繪畫，所以會和因塗鴉而創造出來的哥哥──カズ（Kazu）一起進行戰鬥。
夏拉荷特（シャルラッハロート／Scharlachrot）
（CV：松岡由貴）
守護聖靈：顎獸（Fenrir）之機甲聖靈─巴德爾（Baldur）
原隸屬於崔斯勒機關日本分部的戰處女，與薇斯、繪心一同接受佩特拉的人身保護，然而在不久之後卻突然失蹤了……，其內心對薇斯有異常的依戀感。在《アルカナハート3》裡擔任中頭目的角色，也因此在電腦使用時，有不同於一般角色的優勢。本名及來歷均不詳，「Scharlachrot」為組織內的代號，在德語中有緋紅色之意。
神靈兵器‧諸神黃昏（Ragnarök）
《アルカナハート3》的最終頭目，是一具龐大的人形兵器，造型取材自北歐神話的主神──奧丁和八腳馬斯雷普尼爾。

### 自《アルカナハート3 LOVE MAX SIX STARS!!!!!!》後登場
天之原實（あまのはらみのり／Minori Amanohara）
（CV：山岡百合）
守護聖靈：血之聖靈─伊可娃（Ichor）
受到崔斯勒機關日本分部的改造，因而成為戰處女的少女，是一個能同時使用聖靈和機甲聖靈的稀有人材。手上裝備的龍型手甲名為邪龍（Fafnir）之機甲聖靈。在佩特拉破獲崔斯勒機關日本分部的同時，趁亂逃出該處，現為御苑女子學園的學生。由於家中管教嚴格，因此相當憧憬特攝英雄的生活。在得知其他聖女的努力後，以「殲滅妖精─昴（日本將昴宿星團俗稱為六連星）」之名加入維護世界和平的行列。

### 其它人物
春日鼓音（Kasuga Tsuzune）（CV：山本麻里安 (1) 、木村遙 (2)）
春日舞織的胞姊，留短髮的巫女，會在舞織的必殺技中進行掩護攻擊。高中生，和犬若茜是同班同學。
 春日小糸・小唄（Kasuga Koito & Kasuga Kouta）（CV：吉田真弓 (1)、辻步美 (2)）
春日舞織的兩位胞妹，是一對孿生姊妹。和鼓音一樣，會在舞織的必殺技中進行掩護攻擊。
米凱（Miche）（CV：永野善一）
全名為米開朗基羅（Michelangelo），一般通稱為米凱，在魔界中似乎是呼風喚雨的大人物。相當地喜歡吃「法蘭奇」（French cruller （页面存档备份，存于），一種口感類似泡芙餅皮的甜甜圈），所以常常會擅自取用安栖賴子的錢包購買。
華明芳（Hua Ming-Fang）（CV：瀧田樹里）
將美凰製造出來的年輕科學家，看起來是外表清秀的才女，但是行事作風其實有點輕佻。十分地溺愛美凰。
愛弗莉德‧艾辛巴赫（Elfriede Achenbach）（CV：本多陽子）
麗潔蘿特帶在身邊的人偶，麗潔蘿特將她稱呼為姊姊，彼此間似乎可以互相對話……。
史萊姆（Slime）
由大道寺綺羅開發出的自律型乙太傳導體，因為開發者本人認為沒有命名的必要，所以一般通稱為史萊姆。遊戲中會協助大道寺綺羅戰鬥。
兵藤靜香（Hyodo Shizuka）（CV：桑島三幸）
電視台的新聞轉播記者，在遊戲中的過場劇情中出現，常常因為突如其來的現象而顯得不知所措。
萊傑爾‧馮‧菲爾福涅弗（Rajzel von Felchenerow）
莉莉卡的父親，只有在對話劇情中被提起，曾經是魔界裡的貴族，現在則是平凡的上班族兼靈異雜誌作家。和米凱是熟識的友人。
諾拉‧圖恩伯格（Nora Thunberg）（CV：辻步美）
羅莎‧圖恩伯格（Rosa Thunberg）（CV：松嵜麗）
佩特拉身邊的女侍，是一對孿生姊妹，負責照顧佩特拉的生活起居。
獅子（CV：杉崎亮）
稻草人（CV：千葉優輝）
鐵皮人
桃樂絲在魔術表演中的助手，看起來和一般玩具沒有什麼不同，但是擁有自我的意識和性格。
琳娜‧凱吉（Leina Cage）（CV：松嵜麗）
年輕的少女檢察官，桃樂絲的友人，汲汲於追查怪盜奧茲的下落，但怪盜奧茲的身分其實就是桃樂絲本人。
惠良巡查（CV：近野真昼）
鬼瀨巡查（CV：加茂朱音）
御井巡查（CV：辻步美）
田主丸巡查（CV：木村遙）
負責支援琳娜的女警們，但其實只是隨著琳娜在後面跑而已。
喬瑟芭‧巴索（Giuseppa Basso）（CV：辻步美）
帕蜜拉‧安佛西（Palmyra Anfossi）（CV：加茂朱音）
隨著佩特拉一行人前往日本的修女們，由於艾爾莎和克萊麗琪的過往被西歐聖靈廳中的長官所忌憚，因此喬瑟芭和帕蜜拉被賦予了就近監視此兩者的任務，但是雙方的關係卻像是友人一般。
克洛馬西亞斯（クロマシアス）（CV：宮本克哉）
克萊麗琪在魔界中的友人，能夠在超必殺技中被克萊麗琪召喚出來。外表看起來像是狼一樣的有翼魔獸，其實是統率三十個軍團的魔界公爵。原始出典是所羅門七十二柱魔神之一──馬可西亞斯（Marchosias）。
梅林（Merlin）（CV：增岡太郎）
被安潔莉亞當成布娃娃隨意甩弄的生物，但其實是聖靈界中的偉大魔法師。名字的原始出典是亞瑟王傳奇裡的巫師──Merlin。
靈獸はやた
靈鳥ふすみ
犬若丸一族居地的神社中所奉祀的神之使者，犬若薺以自身的靈力使其實體化。和犬若薺的感情很好，隨時守護在犬若薺的身邊。
カズ（Kazu）（CV：細谷佳正）
全名為カズヒロ（Kazuhiro），繪心在崔斯勒機關時期所具現化出的家人，因為是以塗鴉的方式創造出來，所以外觀看起來就像是小孩子塗鴉一般。繪心將カズ當成自己的親生哥哥，而個性溫柔的カズ也很照顧繪心。
望田（Mochida）
館小路（Tatekouzi）
邊瑠鍋（Berunabe）
羅森堡學園內的一般中學生，是薇斯和夏拉荷特的同班同學。
滝尾いこい（Takio Ikoi）
隸屬於日本聖靈廳的修女，負責與神依進行接洽、支援等協助工作。

## 關鍵字簡介
乙太體
在聖靈之心的世界觀中，每個人類的身體擁有一般人肉眼看不見的能量，此能量通稱為乙太體或是直接稱呼為乙太，而可以看到這種包覆於人體的能量並加以應用的能力則稱為「聖靈力」。
聖靈
泛指所有一般傳說故事中的妖精、精靈、天使、神祇等。其中除了有生來就是聖靈的存在之外，偶爾也有普通人類昇華為聖靈的案例。
物質界與聖靈界
聖靈廳將一般現實世界定義為「物質界」，而聖靈所居住的世界（人類社會中俗稱的靈界、魔界、天堂等等……）則定義為「聖靈界」。
聖靈廳
遊戲中虛構的國家機關，負責處理一切有關聖靈界對物質界所造成的環境問題。其中內含了若干軍事武裝能力以及聖靈技術開發部門，藉此應變普通人無法處理的聖靈界問題。遊戲中部份角色所就讀的御苑女子學園亦屬於日本聖靈廳的管轄，日本聖靈廳透過御苑女子學園，讓可能會擁有聖女資質的學生們在健全的環境下成長，使其不濫用自身的能力。
另外，西歐聖靈廳曾經利用所管轄的武裝成員，積極肅清潛入物質界的魔族人士，讓身為武裝成員的艾爾莎在被迫的情形下攻擊魔族友人─克萊麗琪。在死鬥的最後，兩人兩敗俱傷，但此兩人卻意外地和性質特殊的聖靈簽下契約，當場成為長生不死的聖女。由於此兩人從人類和魔族的身份中，不分彼此並且同時成為聖女，而讓西歐聖靈廳「狩獵魔族」的行動出現了立場上的矛盾，最後只好將其視為特殊案例，事後不但延攬克萊麗琪成為西歐聖靈廳的成員，並且限制此兩人的權限及活動範圍。雖然西歐聖靈廳現今已不再執著於「狩獵魔族」，但是其中部份派系仍然將佩特拉一行人視為眼中釘。
聖女
抱持著純粹的心靈，並且獲得聖靈守護的少女。聖女不一定是先天自有的資質，有時因為教育、信仰心、意外事件也會使一般女性成為聖女，反之，原本擁有聖女資質的人也有可能因為後天環境影響而逐漸轉變為平凡人。另外，得到聖靈守護無關乎世俗間的善惡觀念。
境界溶解、次元扭曲
物質界和聖靈界之間產生異常現象，區隔兩個世界的界線出現崩解，並產生出曖昧不明的環境，而在現象停止後，誤入境界溶解範圍的平凡人會出現離奇失蹤的事故。
梅菲德事件
居於英國的梅菲德家千金─菲歐娜‧梅菲德離奇失蹤的事件。由於境界溶解的關係，而使菲歐娜困在聖靈界中，並且因此逐漸成為聖靈。此外，當時同行的友人─廿樂冴姬，因為菲歐娜失蹤所造成心理上的打擊，讓原本是平凡人的冴姬加速覺醒為聖女。
東京事變
即初作《アルカナハート》時的故事，但是日本聖靈廳對於事件主謀─米爾特蕾德的動機、事件後的行蹤採保留態度，因此造成各國聖靈廳的質疑。
關東大事變
即《アルカナハート2》時的故事，在關東地區開始產生大規模的次元扭曲，來自聖靈界的不明人士打算藉機擴大災情，而騷動的主導者就是想要為米爾特蕾德出一口氣的安潔莉亞。
魔族
聖靈界中的種族之一，通常生活在名為魔界的區域當中。擁有獨特的技術和魔法，所以可以在物質界長期居住。另外，在米凱未被困在物質界前，魔界曾經是米凱和另外兩位魔王三分天下的局勢。
崔斯勒機關
某大戰時，由歐洲的某位軍事獨裁者設立的聖靈技術研究單位，透過某位魔族人士的技術支援，使該單位獲得超越各國的先進軍事技術。
雖然大戰結束後，此單位也隨之勒令解散，但相關人員卻以同樣的名義轉為地下組織，持續在世界各國進行非法活動。
人工聖女
崔斯勒機關的研究成果之一。運用人工技術將聖靈力植入一般女性體內，讓被植入者不用透過聖靈界的聖靈，也能自由運用聖女的能力。然而因為研究初期技術不足，使得第一世代和第二世代期間的被植入者出現了體內缺乏色素、記憶障礙、眼球虹膜呈緋紅色，甚至是早逝的症狀。直到成功開發了乙太連結系統（エーテルリンク）後，將人工聖女正式投入戰鬥的研究才達到了完美的境界，而第三世代─戰處女也成為了新一代的人工聖女。
另外，崔斯勒機關將第一世代通稱為人為聖女，第二世代通稱為戰乙女。
機甲聖靈
崔斯勒機關的研究成果之一。由於人工聖女沒有和聖靈界的聖靈立下契約，所以無法完整應用聖靈力，也因此必須製造出可以代替聖靈的特殊媒介。而在植入乙太連結系統後，人工聖女可以順利召喚出專門投入戰鬥用的機甲聖靈。
神靈兵器
崔斯勒機關的研究成果之一。主要由某位魔族人士提供技術，崔斯勒機關研究製造。數十年前的大戰中，曾經對全世界造成重大威脅，但是因為某位東洋女性劍士的妨礙，使神靈兵器中止開發。直到《アルカナハート3》時，曾經中止開發的神靈兵器突然出現於日本的種子島。

## 外部連結
- EX-BLOG
- アルカナハート公式ホームページ （页面存档备份，存于）
- アルカナハート2公式ホームページ （页面存档备份，存于）
- すっごい！アルカナハート2公式ホームページ （页面存档备份，存于）
- アルカナハート3公式ホームページ （页面存档备份，存于）
- アルカナハート PlayStation 2 官方網站
- すっごい！アルカナハート2 PlayStation 2 官方網站
- アルカナハート3 Xbox 360／PlayStation3版官方網站 （页面存档备份，存于）
- アルカナハート3 LOVE MAX!!!!! - AC版公式サイト （页面存档备份，存于）
- アルカナハート3 LOVE MAX!!!!! - PlayStaion3/PlayStaion Vita版官方網站 （页面存档备份，存于）
- アルカナハート3 LOVE MAX SIX STARS!!!!!! - AC版公式サイト （页面存档备份，存于）
- アルカナパーティー ※已停止更新
- Official English Website